# 恩纳
恩纳（義大利語：Enna），是意大利西西里大区恩纳省的一个市镇，位于西西里岛中央，为恩纳省的首府。总面积357.18平方公里，人口27963人，人口密度78.3人/平方公里（2009年）。ISTAT代码为086009。
位于海拔931米处，恩纳为意大利海拔最高的省府。